# Mesochorus ornatus
Mesochorus ornatus är en stekelart som beskrevs av Wilkinson 1927. Mesochorus ornatus ingår i släktet Mesochorus och familjen brokparasitsteklar. Inga underarter finns listade i Catalogue of Life.